# Erik Hansen (żeglarz)
Erik Herman Hansen (ur. 4 czerwca 1945 w Kopenhadze) – duński żeglarz sportowy. Dwukrotny złoty medalista olimpijski.
Brał udział w dwóch igrzyskach (IO 76, IO 80), na obu zdobywał złote medale. Startował w klasie Soling i triumfował w 1976 oraz w 1980. Wspólnie z nim podczas obu startów płynęli Valdemar Bandolowski i sternik Poul Richard Høj Jensen. W klasie Dragon wywalczył złoto mistrzostw świata w 1987 i 1989.